# Royal Albert (Docklands Light Railway)
Royal Albert è una stazione della Docklands Light Railway (DLR) nell'area delle Docklands nell'est di Londra. La stazione serve l'estremità occidentale del molo nord del Royal Albert Dock, da cui prende il nome. Dalla stazione è visibile l'aeroporto di Londra-City.
Si trova sulla diramazione per Beckton, tra le stazioni di Prince Regent e Beckton Park ed è nella Travelcard Zone 3.
La stazione venne aperta nel 1994 e sul suo sito c'era una precedente stazione denominata Connaught Road  chiusa nel 1940.

## Galleria d'immagini
- Wikimedia Commons contiene immagini o altri file su Stazione di Royal Albert

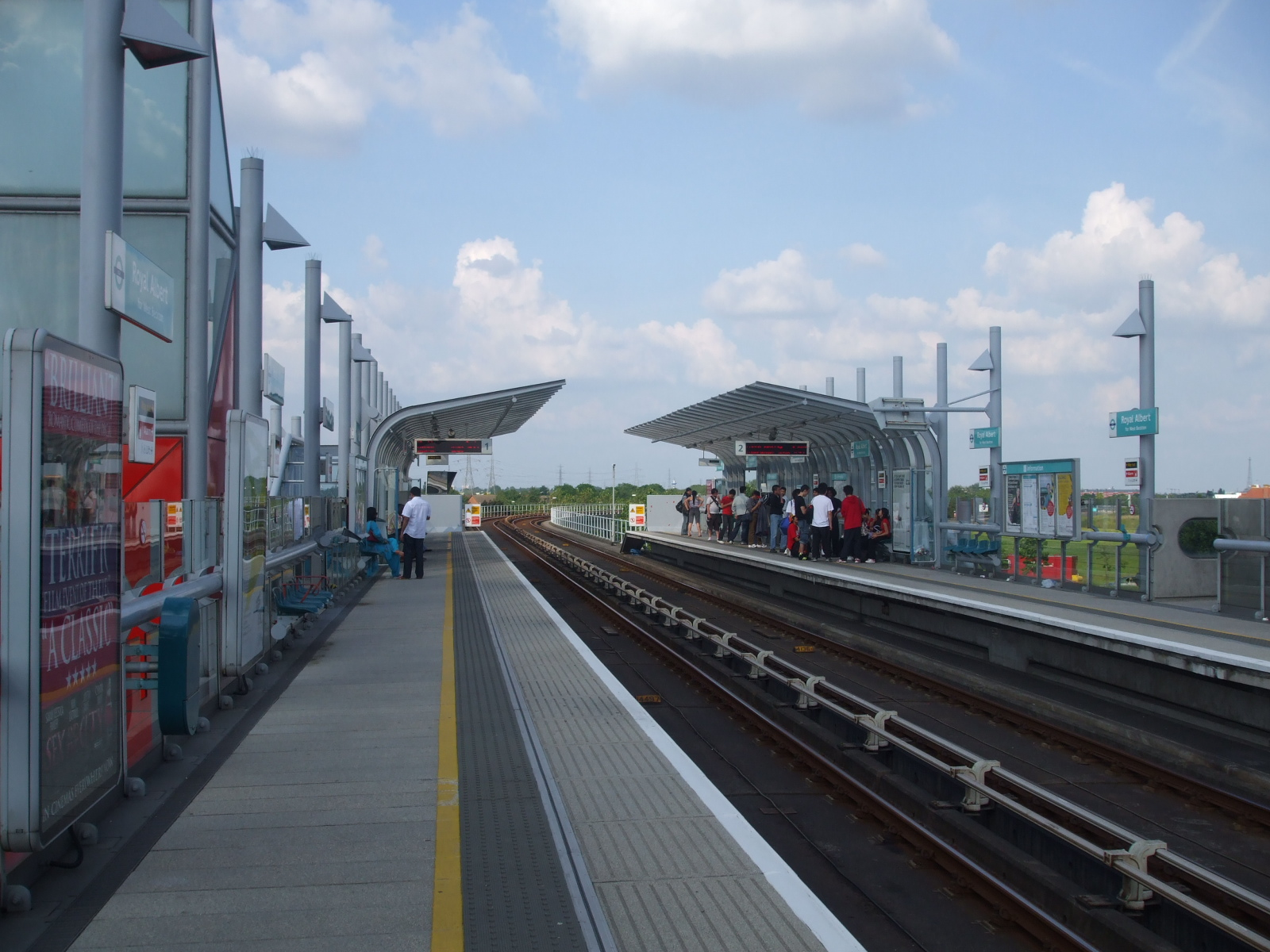
Verso est
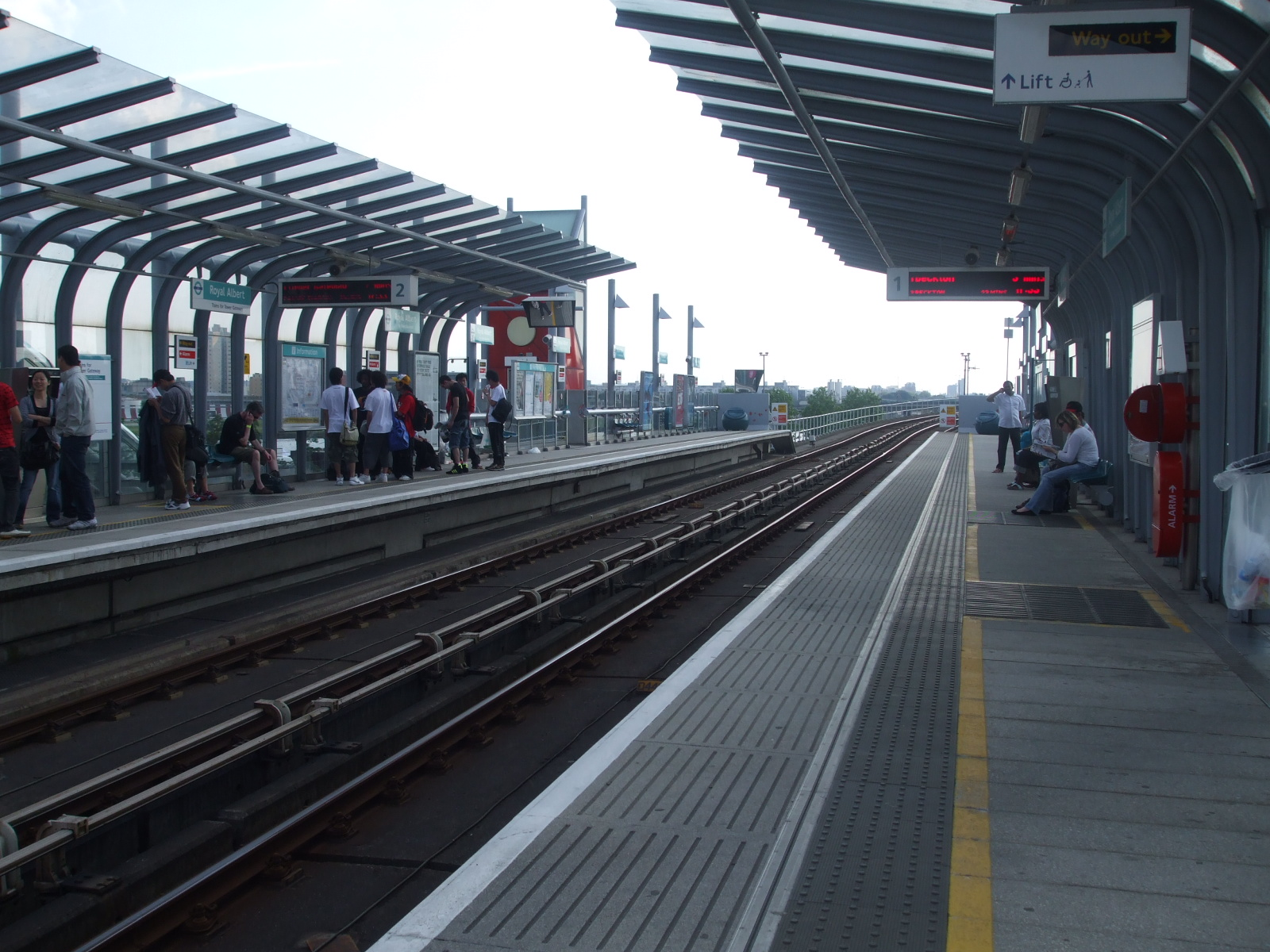
Verso ovest
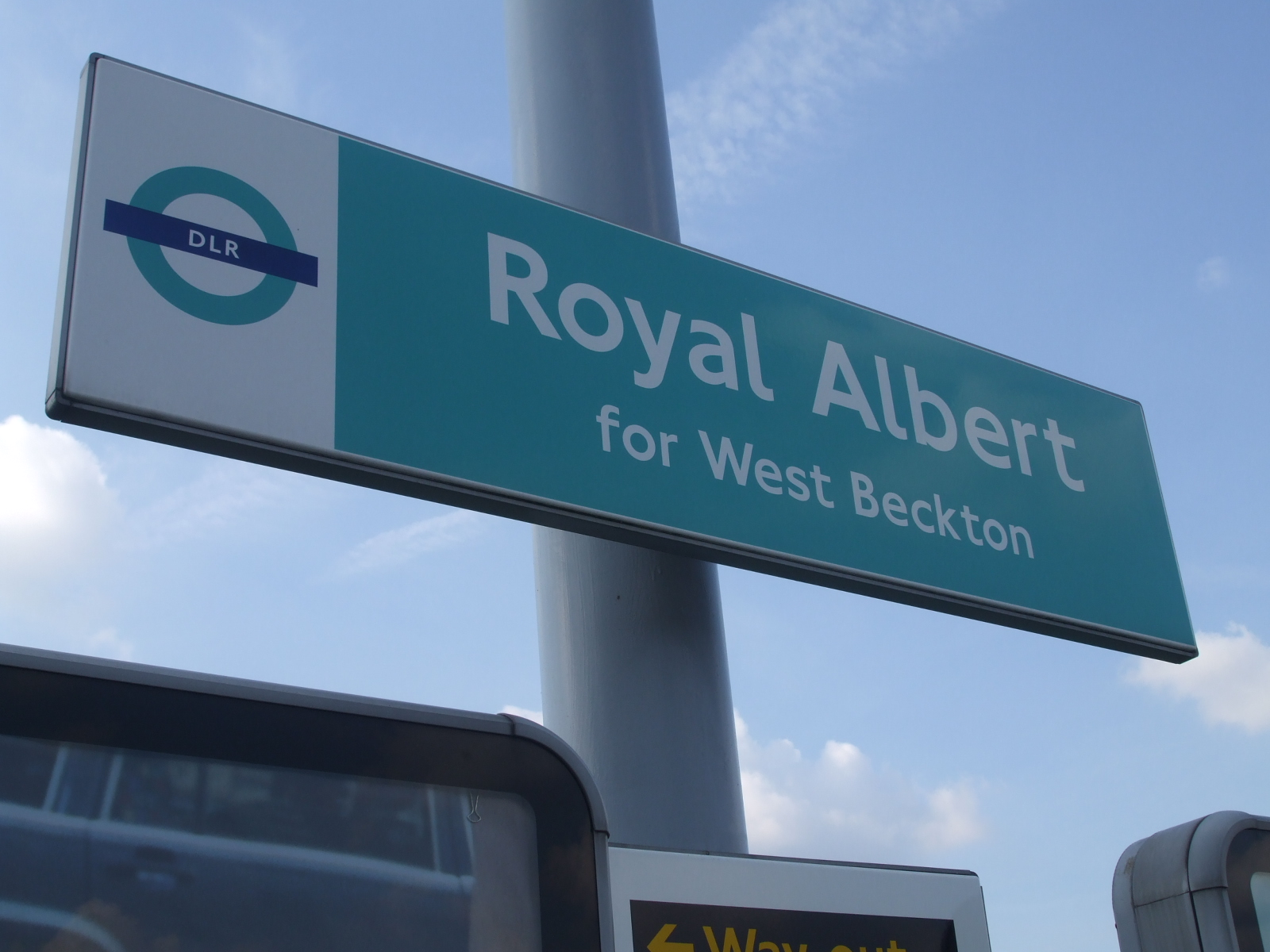
Segnale della stazione